# 王光华
王光华（1909年11月—2005年6月10日），山东省沂水县人，中国人民解放军将领、中国人民解放军开国少将。
曾任中国人民解放军总参谋部队列部副部长。1955年，授予中国人民解放军少将。